# Heteronyx cunnamullae
Heteronyx cunnamullae är en skalbaggsart som beskrevs av Blackburn 1910. Heteronyx cunnamullae ingår i släktet Heteronyx och familjen Melolonthidae. Inga underarter finns listade i Catalogue of Life.